# 1068
Високе Середньовіччя  •  Золота доба ісламу  •  Реконкіста  •  Київська Русь

## Геополітична ситуація
Візантію очолив Роман IV Діоген. Генріх IV є королем Німеччини, а Філіп I — королем Франції.
Апеннінський півострів розділений між численними державами: північ належить Священній Римській імперії, середню частину займає Папська область, південна частина півострова належить частково Візантії, а частково окупована норманами. Деякі міста півночі: Венеція, Генуя, мають статус міст-республік.
Південь Піренейського півострова займають численні емірати, що утворилися після розпаду Кордовського халіфату. Північну частину півострова займають християнські Кастилія, Леон (Астурія, Галісія), Наварра, Арагон та Барселона. Вільгельм Завойовник став королем Англії, Магнус II є королем Норвегії, а Свейн II Данський — Данії.
У Київській Русі великим князем став Всеслав Брячиславич. У Польщі княжить Болеслав II Сміливий. У Хорватії править Петар Крешимир IV. На чолі королівства Угорщина стоїть Шаламон I.
Аббасидський халіфат очолює аль-Каїм під покровительством сельджуків, які окупували Персію, в Єгипті владу утримують Фатіміди, у Магрибі почалося піднесення Альморавідів, у Середній Азії правлять Караханіди, Газневіди втримують частину Індії. У Китаї продовжується правління династії Сун. Значними державами Індії є Пала, Чола. В Японії триває період Хей'ан.

## Події
- Ярославичі зазнали поразки у битві з половцями на річці Альта.
- У Києві спалахнуло повстання через відмову князя Ізяслава видати зброю киянам. Ізяслав утік з міста. Кияни звільнили з в'язниці полоцького князя Всеслава Брячиславича і посадили його на княжіння.
- Чернігівський князь Святослав Ярославич взяв реванш у половців, розбивши їх на річці Снов. Інший загін половців зазнав поразки від угорців.
- Вперше у літописах згадуються скоморохи.
- Роман IV Діоген одружився з удовою покійного імператора Костянтина X Євдокією і став новим візантійським василевсом. Восени він здобув кілька перемог над турками-сельджуками.
- Війська сельджукіда Алп-Арслана спустошили Грузію.
- Похід Афсін Бека у глибину Мало-Азійського півострова.
- Вільгельм Завойовник узяв Ексетер, у якому спалахнуло повстання проти норманського правління.
- Роберт Гвіскар взяв в облогу Барі, яке ще належало Візантії.
- На Сицилії Рожер Отвіль здобув перемогу над еміром Палермо.